# Betty Fröhlich

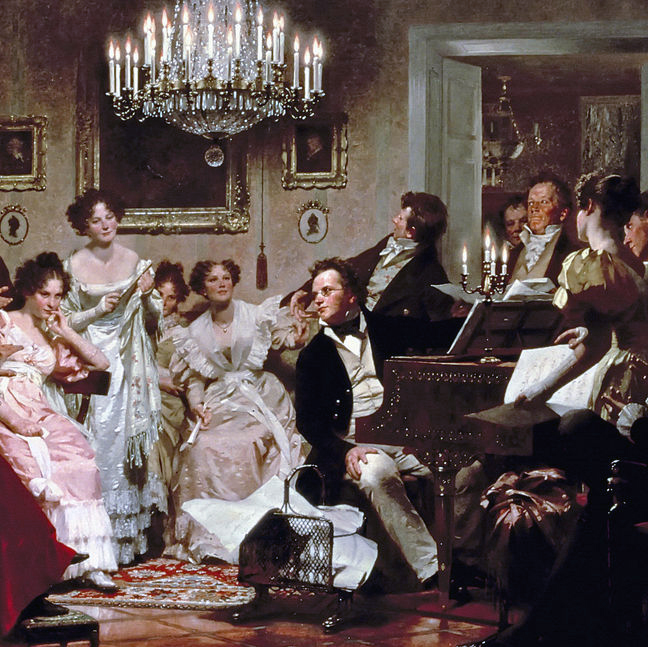
Julius Schmid: Ein Schubertabend in einem Wiener Bürgerhaus (1897), Franz Schubert am Klavier, links hinter ihm Betty Fröhlich.

Barbara (Betti, Betty) Fröhlich (getauft 30. August 1797, Wiedener Vorstadt; † 30. Juni 1879, Wien), verheiratete Bogner, war eine österreichische Musikerin und Sängerin sowie Blumen- und Porträt-Miniaturmalerin, Kopistin und Kunsterzieherin.

## Leben und Werk

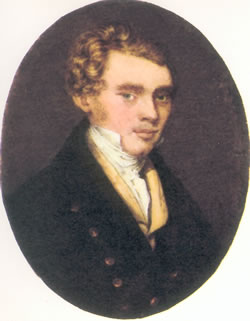
Porträt-Miniatur von Karl Holzer, gemalt von Betty Fröhlich

Der Einschlag-Fabrikant Matthias Fröhlich (14. April 1756–24. August 1843) und dessen Frau Barbara, geborene Mayr (1764–1841) waren ihre Eltern. Sie war die Schwester von Anna Fröhlich, Katharina Fröhlich und Josephine Fröhlich. Sie heiratete 1825 Ferdinand Bogner, Hofkanzlist und Flötist sowie Professor für Flöte am Konservatorium. Ihr Sohn Wilhelm Bogner studierte Rechtswissenschaften und begleitete Franz Grillparzer auf Reisen.
Barbara Fröhlich galt als die „am vielfältigsten Begabte“ der talentierten Schwestern. Sie spielte Klavier, Violine, sang Alt und konnte ganze Konzerte pfeifen. Sie nähte ihre Kleidung und fertigte sogar ihre Schuhe selbst. Als Malerin war sie insbesondere für Blumenmalerei bekannt. Wie ihre Schwester Anna ist sie ab 1814 im Mitgliederverzeichnis der Gesellschaft der Musikfreunde verzeichnet. Sie und ihre Schwestern waren im Wien des Vormärz für ihren musikalischen Hausstand bekannt. Moritz von Schwind, Franz Schubert und Franz Grillparzer zählten zu ihrem Freundeskreis.
1816 trat sie in der Rolle des Oliviero in der Oper Johann von Paris (Jean de Paris von François-Adrien Boieldieu) im Theater an der Wien auf. Zudem wirkte sie bei Aufführungen von Werken Joseph Haydns und Georg Friedrich Händels 1819 und 1820 mit, was in der Presse lobend erwähnt wurde.
Als Malerin lernte sie bei Moritz Michael Daffinger, dessen spätere Mitarbeiterin sie wurde und für den sie Porträt-Miniaturen kopierte. Sie schuf auch selbst Miniaturen in Aquarell und Gouache sowie Tafelbilder in Öl, wie z. B. Medea und Amor in eine Hütte tretend (dieses Bild befand sich im „Grillparzer-Zimmer“ bzw. in der Sammlung des Wien Museum) wie auch weitere Werke: Spielkassettenmalerei, zwei Elfenbein-Miniaturbildnisse (eines zeigt „Karl Holzer, Quartettgeiger und [Ludwig van] Beethovens Adlatus“). Ein Ölbildnis Grillparzers von 1821 nach Daffingers Miniatur im Grillparzer-Zimmer befindet sich in Privatbesitz in Stockholm. Ebenfalls in der Sammlung des Wien Museum befindet sich das von Emanuel Thomas Peter 1829 gemalte Porträt von Barbara Fröhlich und ein Armband mit einem Miniaturporträt, das sie von ihrem Sohn Wilhelm Bogner malte.
Barbara Fröhlich war mit Werken bei Ausstellungen der Wiener Akademie in den Jahren 1822, 1826 und 1830 vertreten. 1828 erhielt sie eine Anstellung als Zeichenlehrerin am k.k. Offizierstöchter-Erziehungs-Institut zu Hernals (Wien 17). Nach dem Tod ihres Mannes 1846 und ihres Sohns 1848 zog sie sich zurück. Nach einem Zerwürfnis mit der neuen Obervorsteherin des Offizierstöchter-Erziehungs-Instituts 1850 kündigte sie ihre Stellung.